# Botryodiplodia celtidis
Botryodiplodia celtidis är en svampart som först beskrevs av Ellis & Everh., och fick sitt nu gällande namn av Petr. & Syd. 1926. Botryodiplodia celtidis ingår i släktet Botryodiplodia, ordningen Diaporthales, klassen Sordariomycetes, divisionen sporsäcksvampar och riket svampar.   Inga underarter finns listade i Catalogue of Life.